# Leptoconops mesopotamiensis
Leptoconops mesopotamiensis är en tvåvingeart som först beskrevs av William Hampton Patton 1920.  Leptoconops mesopotamiensis ingår i släktet Leptoconops och familjen svidknott.
Artens utbredningsområde är Irak. Inga underarter finns listade i Catalogue of Life.